# Фінал клубного чемпіонату світу з футболу 2022
Фінал Клубного чемпіонату світу з футболу 2022 — фінальний матч клубного чемпіонату світу 2022 року, футбольного турніру для клубів-чемпіонів кожної з шести конфедерацій ФІФА та чемпіона країни-господарки турніру. Матч відбувся 11 лютого 2023 року на стадіоні принца Мулая Абделлаха у місті Рабат, Марокко.
У матчі зіграв іспанський «Реал Мадрид» (переможець Ліги чемпіонів УЄФА 2021/22) і саудівський «Аль-Гіляль», фіналіст Ліги чемпіонів АФК 2022 року. Мадридський клуб виграв матч 5:3, вигравши цей трофей вп'яте у своїй історії. Цей матч став найрезультативнішим в історії фіналів клубного чемпіонату світу з вісьмома голами.

## Учасники
| Клуб                 | Конфедерація | Кваліфікувався як                      | Попередні участі (виділено жирним роки перемог)                      |
| -------------------- | ------------ | -------------------------------------- | -------------------------------------------------------------------- |
| Реал Мадрид          | УЄФА         | Переможець Ліги чемпіонів УЄФА 2021/22 | МК: 5 (1960, 1966, 1998, 2000, 2002) КЧС: 4 (2014, 2016, 2017, 2018) |
| Аль-Гіляль (Ер-Ріяд) | АФК          | Фіналіст Ліги чемпіонів АФК 2022       | —                                                                    |

Примітки: 27 жовтня 2017 року ФІФА офіційно визнала всіх чемпіонів Міжконтинентального кубка клубними чемпіонами світу нарівні з переможцями клубного чемпіонату світу.
- МК: Міжконтинентальний кубок з футболу (1960—2004)
- КЧС: Клубний чемпіонат світу (2000, 2005–донині)

«Реал Мадрид» пройшов кваліфікацію на клубний чемпіонат світу 2022 року як переможець Ліги чемпіонів УЄФА 2021/22. Вони кваліфікувались на клубний чемпіонат світу вп'яте загалом, вигравши чотири титули, а саме в 2014, 2016, 2017 і 2018 роках, що зробило їх найуспішнішою командою в історії Клубного чемпіонату світу з футболу.
«Аль-Гіляль» пройшов кваліфікацію на клубний чемпіонат світу 2022 року як фіналіст Ліги чемпіонів АФК 2022 року. Вони брали участь у клубному чемпіонаті світу втретє, а найкращим результатом є четверте місце в турнірах 2019 та 2021 років. Вони стали третім азійським клубом, який дійшов до фіналу Клубного чемпіонату світу, після фіналів 2016 і 2018 років, і обидва рази азійські клуби грали проти «Реала».

## Шлях до фіналу
| Реал Мадрид     | Реал Мадрид | Team         | Аль-Гіляль (Ер-Ріяд) | Аль-Гіляль (Ер-Ріяд) |
| --------------- | ----------- | ------------ | -------------------- | -------------------- |
| Суперник        | Результат   |              | Суперник             | Результат            |
|                 |             | Другий раунд | Відад                | 1–1 (пен. 5–3)       |
| Аль-Аглі (Каїр) | 4–1         | Півфінал     | Фламенгу             | 3–2                  |

## Матч

### Деталі
| 11 лютого 2023 20:00 |

| Реал Мадрид                                          | 5–3      | Аль-Гіляль (Ер-Ріяд)           |
| ---------------------------------------------------- | -------- | ------------------------------ |
| - Жуніор 13', 69' - Вальверде 18', 58' - Бензема 54' | Протокол | - Марега 26' - В'єтто 63', 79' |

| принца Мулая Абделлаха, Рабат Глядачів: 44,439 Арбітр: Ентоні Тейлор (Англія) |

| «Реал Мадрид» | «Аль-Гіляль» |

| GK               | 13 | Андрій Лунін       |  |     |
| RB               | 2  | Данієль Карвахаль  |  | 79' |
| CB               | 22 | Антоніо Рюдігер    |  |     |
| CB               | 4  | Давід Алаба        |  |     |
| LB               | 12 | Едуарду Камавінга  |  |     |
| DM               | 18 | Орельєн Чуамені    |  | 62' |
| CM               | 10 | Лука Модрич        |  | 74' |
| CM               | 8  | Тоні Кроос         |  | 74' |
| RF               | 15 | Федеріко Вальверде |  |     |
| CF               | 9  | Карім Бензема (c)  |  | 62' |
| LF               | 20 | Вінісіус Жуніор    |  |     |
| Заміни:          |    |                    |  |     |
| GK               | 26 | Луїс Лопес         |  |     |
| GK               | 30 | Лукас Каньїсарес   |  |     |
| DF               | 3  | Едер Мілітао       |  |     |
| DF               | 5  | Хесус Вальєхо      |  | 79' |
| DF               | 6  | Начо               |  | 74' |
| DF               | 16 | Альваро Одріосола  |  |     |
| MF               | 19 | Дані Себальйос     |  | 62' |
| MF               | 31 | Маріо Мартін       |  |     |
| MF               | 33 | Серхіо Аррібас     |  |     |
| FW               | 11 | Марко Асенсіо      |  | 74' |
| FW               | 21 | Родріго Гоес       |  | 62' |
| FW               | 24 | Маріано Діас       |  |     |
| Головний тренер: |    |                    |  |     |
| Карло Анчелотті  |    |                    |  |     |

| GK               | 1  | Абдулла Аль-Маюф (c) |  |     |
| RB               | 66 | Сауд Абдулхамід      |  |     |
| CB               | 20 | Чан Хьон Су          |  |     |
| CB               | 5  | Алі Аль-Булаїгі      |  |     |
| LB               | 4  | Халіфа Аль-Давсарі   |  |     |
| CM               | 28 | Мохамед Канно        |  |     |
| CM               | 6  | Густаво Куельяр      |  |     |
| RW               | 19 | Андре Каррільйо      |  | 74' |
| AM               | 10 | Лусіано В'єтто       |  | 86' |
| LW               | 29 | Салем ад-Давсарі     |  | 74' |
| CF               | 17 | Мусса Марега         |  | 86' |
| Заміни:          |    |                      |  |     |
| GK               | 21 | Мохаммед Аль-Овейс   |  |     |
| GK               | 31 | Хабіб Аль-Вотаян     |  |     |
| DF               | 42 | Муат Факіхі          |  |     |
| DF               | 67 | Мохаммед Аль-Хайбарі |  |     |
| DF               | 70 | Мохаммед Джахфалі    |  |     |
| MF               | 8  | Абдулла Отайф        |  |     |
| MF               | 16 | Нассер Ад-Давсарі    |  | 74' |
| MF               | 43 | Мусаб Аль-Джувайр    |  |     |
| MF               | 96 | Майкл                |  | 74' |
| FW               | 9  | Одіон Ігало          |  | 86' |
| FW               | 11 | Салех Аш-Шегрі       |  |     |
| FW               | 14 | Абдулла Аль-Хамдан   |  | 86' |
| Головний тренер: |    |                      |  |     |
| Рамон Діас       |    |                      |  |     |

| Гравець матчу: Вінісіус Жуніор («Реал Мадрид») Асистенти арбітра: Гарі Бесвік (Англія) Адам Нанн (Англія) Четвертий арбітр: Ма Нін (Китай) Помічник асистента: Жу Фей (Китай) Відеоасистент арбітра: Массіміліано Ірраті (Італія) Помічник відеоасистента: Фу Мін (Китай) Кетрін Несбітт (США) Редуан Жиєд (Марокко) | Регламент - 90 хвилин основного часу. - 30 хвилин додаткового часу за необхідності. - Післяматчеві пенальті якщо рахунок ще рівний. - Дванадцять запасних. - Не більше п'яти замін, з доданням шостої заміни у випадку екстра-таймів. |

### Статистика
| Статистика       | «Реал Мадрид» | «Аль-Гіляль» |
| ---------------- | ------------- | ------------ |
| Голів            | 2             | 1            |
| Ударів загалом   | 6             | 4            |
| Ударів в площину | 4             | 1            |
| Сейвів           | 0             | 2            |
| Володіння м'ячем | 64%           | 36%          |
| Кутових          | 3             | 0            |
| Фолів            | —             | —            |
| Офсайдів         | 1             | 1            |
| Жовтих карток    | 0             | 0            |
| Червоних карток  | 0             | 0            |

| Статистика       | «Реал Мадрид» | «Аль-Гіляль» |
| ---------------- | ------------- | ------------ |
| Голів            | 3             | 2            |
| Ударів загалом   | 11            | 5            |
| Ударів в площину | 7             | 2            |
| Сейвів           | 0             | 4            |
| Володіння м'ячем | 69%           | 31%          |
| Кутових          | 3             | 0            |
| Фолів            | —             | —            |
| Офсайдів         | 0             | 0            |
| Жовтих карток    | 0             | 0            |
| Червоних карток  | 0             | 0            |

| Статистика       | «Реал Мадрид» | «Аль-Гіляль» |
| ---------------- | ------------- | ------------ |
| Голів            | 5             | 3            |
| Ударів загалом   | 17            | 9            |
| Ударів в площину | 11            | 3            |
| Сейвів           | 0             | 6            |
| Володіння м'ячем | 66%           | 34%          |
| Кутових          | 6             | 0            |
| Фолів            | 10            | 8            |
| Офсайдів         | 1             | 1            |
| Жовтих карток    | 0             | 0            |
| Червоних карток  | 0             | 0            |